# دانشگاه پو
دانشگاه پو (به فرانسوی: Université de Pau et des pays de l'Adour) در شهرستان پیرنه-آتلانتیک در ناحیه ناحیه آکیتن در کشور فرانسه واقع شده‌است؛ و بیش از دوازده هزار دانشجو در این دانشگاه تحصیل می‌نمایند.وزارت علوم این دانشگاه را در دسته دانشگاه‌های ممتاز قرار می‌دهد.

## تاریخچه
دانشگاه پو که به اختصار (UPPA) خوانده می شود، در 17 دسامبر 1970 در شهر پو احداث شد. 
این دانشگاه که از طرف دولت فرانسه به عنوان یکی از دانشگاههای برتر (université d'excellence) به رسمیت شناخته می شود، در 2017 بیش از 900 مدرس و 13500 دانشجو داشته است و هر ساله پذیرای حدود 1900 دانشجوی خارجی است. 
ریاست این دانشگاه از ابتدا توسط شخصیت های زیر بوده است:
- ۲۰۱۲-: محمد امرا
- ۲۰۰۸–۲۰۱۲: جین-لوئیس گو
- ۲۰۰۴–۲۰۰۸: ژان میشل
- ۱۹۹۸–۲۰۰۴: جین-لوئیس گو
- ۱۹۹۳–۱۹۹۸: کلود لاگنین(۲۰۰۸–۱۹۳۸)
- ۱۹۸۸–۱۹۹۳: جین-لوئیس گو
- ۱۹۸۲–۱۹۸۸: فرانک متریس
- ۱۹۷۶–۱۹۸۲: دانیل لوویر
- ۱۹۷۳–۱۹۷۶: ژان دشامپ
- ۱۹۷۰–۱۹۷۳: موریس دزوت